# IC 2992
IC 2992 ist eine Zwerggalaxie vom Hubble-Typ dS0? im Sternbild Ursa Major am Nordsternhimmel. Sie ist schätzungsweise 27 Millionen Lichtjahre von der Milchstraße entfernt und hat einen Durchmesser von etwa 65.000 Lichtjahren.
Das Objekt wurde am 6. Juni 1896 von Stéphane Javelle entdeckt.